# Johan Paulsson
Johan Paulsson, född 28 december 1970, är en svensk före detta fotbollsspelare. 
Paulsson har i allsvenskan spelat för Kalmar FF och Örebro SK och gjorde sammanlagt 25 mål på 75 allsvenska matcher. Under allsvenskan 2001 kom han trea i den totala skytteligan med sina 13 mål. Han utsågs därefter till årets mittfältare 2001 av Örebros supportrar.